# Balve
Balve è una città di 11 092 abitanti nel land della Renania Settentrionale-Vestfalia, Germania.
Appartiene al distretto governativo (Regierungsbezirk) di Arnsberg e al circondario della Marca (targa MK).
Comprende le frazioni di Beckum, Eisborn, Mellen, Garbeck, Langenholthausen e Volkringhausen, già comuni autononi fino al 1975.

## Amministrazione

### Gemellaggi
- Bad Muskau, Germania
- Heerde, Paesi Bassi dal 1978
- Roussay, Francia dal 1986